# Alissa König
Alissa König (* 15. Februar 1996 in Dürnten) ist eine Schweizer Triathletin, Schweizer Meisterin Triathlon Sprintdistanz (2019) und Schweizer Meisterin Triathlon Supersprintdistanz (2024).

## Werdegang
Im Mai 2019 wurde sie Schweizer Meisterin auf der Triathlon-Sprintdistanz.
König startet seit 2019 im Elite-C-Kader von Swiss Triathlon und seit der Saison 2021 im EJOT Team TV Buschhütten.
Bei der Europameisterschaft auf der olympischen Kurzdistanz belegte sie im September 2021 den 24. Rang.
Im September 2024 wurde die 28-Jährige in Yverdon Schweizer Meisterin Triathlon auf der Supersprintdistanz (400 m Schwimmen, 7,5 km Radfahren und 2,5 km Laufen).
Alissa König lebt in Bubikon im Kanton Zürich.

## Sportliche Erfolge
| Datum/Jahr    | Rang | Wettbewerb                                        | Austragungsort | Zeit     | Bemerkung                                                                  |
| ------------- | ---- | ------------------------------------------------- | -------------- | -------- | -------------------------------------------------------------------------- |
| 12. Juli 2025 | 18   | ITU World Championship Series 2025                | Hamburg        | 00:57:17 |                                                                            |
| 5. Okt. 2024  | 2    | ITU World Triathlon Cup                           | Rom            | 01:00:45 | hinter der Deutschen Nina Eim                                              |
| 8. Sep. 2024  | 1    | Schweizer Meisterschaft Triathlon Supersprint     | Yverdon        | 00:27:45 | Schweizermeister Triathlon Supersprint                                     |
| 25. Sep. 2021 | 24   | ETU Triathlon European Championships              | Valencia       | 01:56:12 | Europameisterschaft auf der olympischen Kurzdistanz                        |
| 21. Mai 2021  | 3    | ITU Olympic Qualification Event                   | Lissabon       | 01:24:48 | Mixed Relay                                                                |
| 15. Mai 2021  | 26   | ITU World Championship Series 2021                | Yokohama       | 01:57:46 |                                                                            |
| 27. Sep. 2020 | 3    | Schweizer Meisterschaften Triathlon Supersprint   | Sursee         | 00:31:52 | hinter Nicola Spirig-Hug und Jolanda Annen                                 |
| 15. Juni 2019 | 2    | ITU World Championship Series 2019                | Nottingham     | 01:23:55 | in der gemischten Staffel mit Max Studer, Adrien Briffod und Jolanda Annen |
| 25. Mai 2019  | 1    | Schweizer Meisterschaften Triathlon Sprintdistanz | Sion           | 00:56:35 |                                                                            |

(DNF – Did Not Finish)